# 三宮オーパ
三宮オーパ（さんのみやオーパ）は、兵庫県神戸市中央区に所在し、株式会社オーパが運営するファッションビルである。時期によって異なる位置に施設が存在したが、本項目では三宮ターミナルビルに入居していた初代施設と三宮センター街に立地する2代目施設を一括して取り扱う。

## 初代
（初代）三宮オーパはJR西日本の三ノ宮駅前に立地する三宮ターミナルビルに入居していた。
三宮ターミナルビルはホテルと商業施設から成る複合商業施設であり、地下2階・地上11階建てのビルのうちホテル部分には三宮ターミナルホテルが入居していた。オーパはビルの地下2階から3階までを占めていた。
1981年（昭和56年）3月6日に開業したプランタン神戸ヤング館を業態転換する形で1995年（平成7年）10月1日に開業した。2018年（平成30年）2月28日にビルの老朽化が原因で閉業した。
閉業後、入居テナントの一部が三宮ビブレの地下1階に移転し、（2代目）三宮オーパとなった。なお、（初代）三宮オーパは閉館後、解体された。

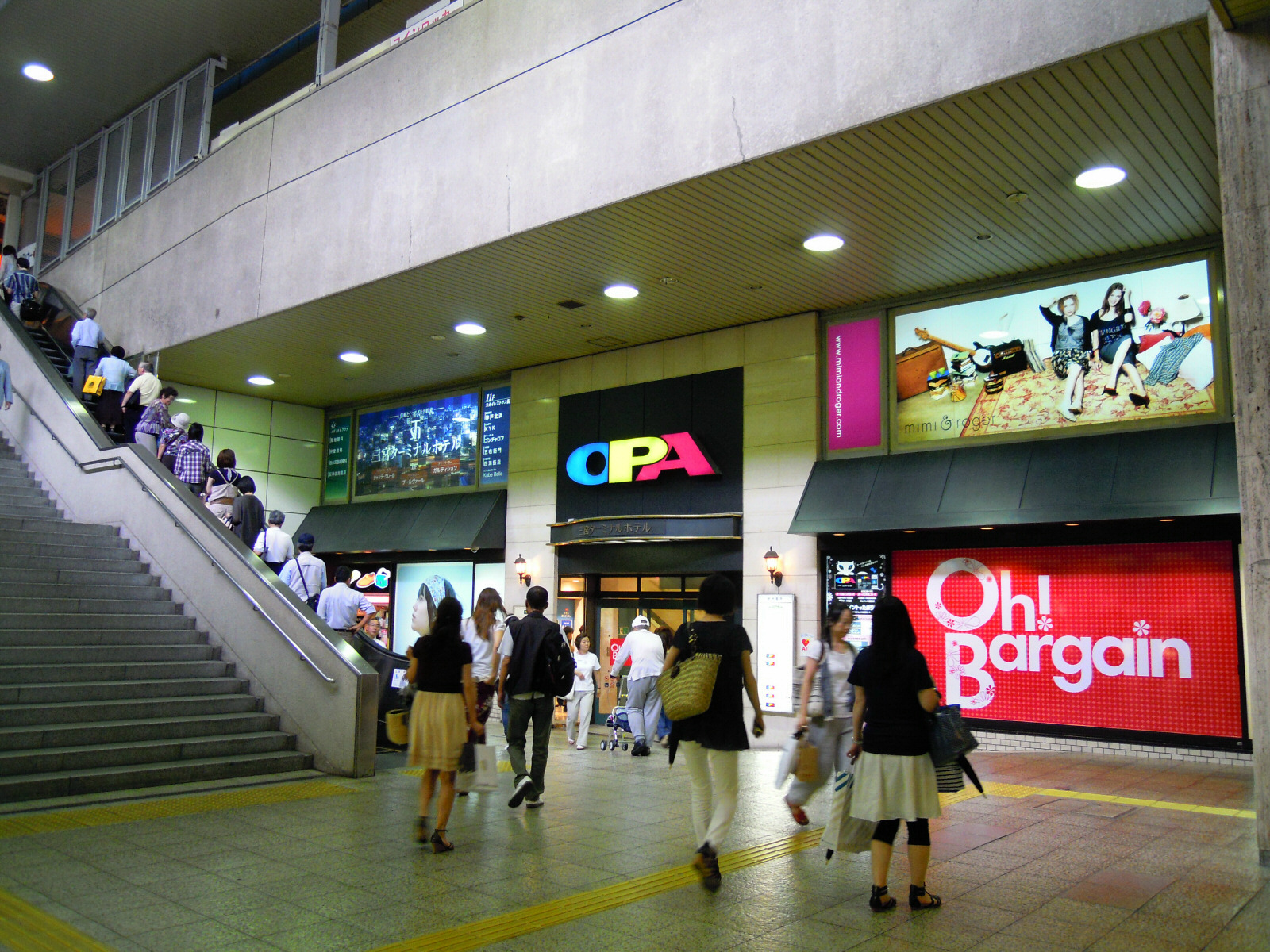
館内の様子
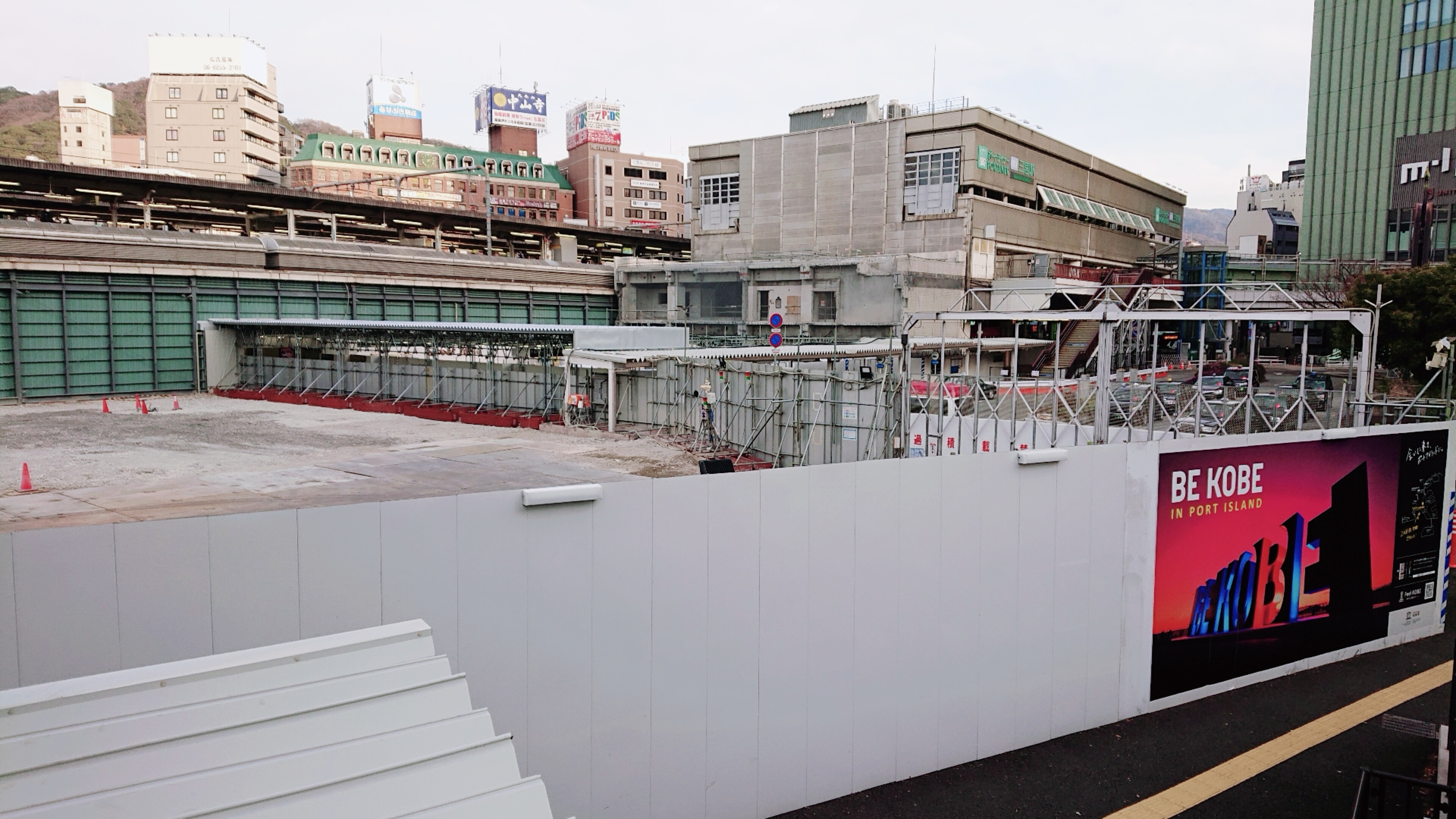
跡地（2020年）

### テナント
女性向けのファッションや雑貨の店舗が多数を占めていたが、地下2階には飲食店も数店舗存在していた。

### フロア構成
| 階      | フロア概要                           | 所属                 |
| 屋上    | ルーフガーデン                       | 三宮ターミナルホテル |
| 11階    | スカイレストラン                     | 三宮ターミナルホテル |
| 10階    | 客室                                 | 三宮ターミナルホテル |
| 9階     | 客室                                 | 三宮ターミナルホテル |
| 8階     | 客室                                 | 三宮ターミナルホテル |
| 7階     | 客室                                 | 三宮ターミナルホテル |
| 6階     | 客室                                 | 三宮ターミナルホテル |
| 5階     | 不明                                 | 三宮ターミナルホテル |
| 4階     | ラ・パージュ（レストラン）           | 三宮ターミナルホテル |
| 3階     | レディス・靴・雑貨                   | 三宮オーパ           |
| 2階     | レディス                             | 三宮オーパ           |
| 1階     | レディス・メンズ・靴・雑貨・サービス | 三宮オーパ           |
| 地下1階 | レディス・メンズ・靴・雑貨           | 三宮オーパ           |
| 地下2階 | レディス・靴・雑貨・飲食店           | 三宮オーパ           |

プランタン三宮時代のフロアガイドについてはダイエー神戸三宮店#プランタン三宮開業当初を参照。

## 2代目
（2代目）三宮オーパは、三宮センター街内に立地するビルに所在する。ビルには三宮オーパの公式サイトには記載されていないオーエスドラッグなどの店舗も入居している。
2018年（平成30年）4月27日、三宮ビブレの地下1階に開業した。ビブレの中にオーパが入居するという、全国で唯一の特殊な形態を取っていた。オーパの区画には、10店舗が入居した。
2019年（令和元年）8月23日に、全館を三宮オーパに改称する形でビブレと統合した。
2023年（令和5年）2月末をもって地下1階にあったファッションや雑貨の店舗が閉店し、跡地には6月30日にドン・キホーテ三宮オーパセンター街店が開業した。

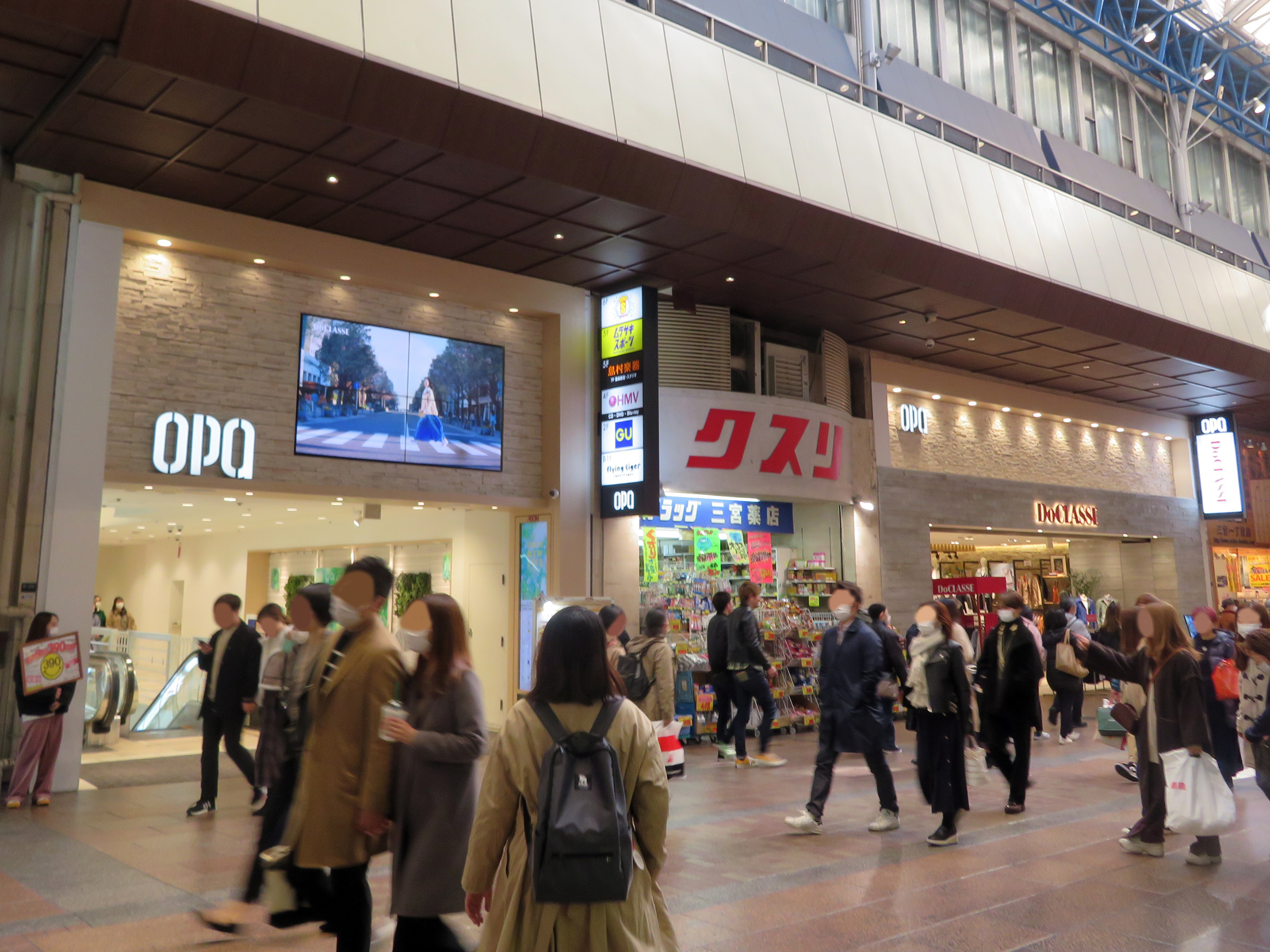
三宮オーパとオーエスドラッグ
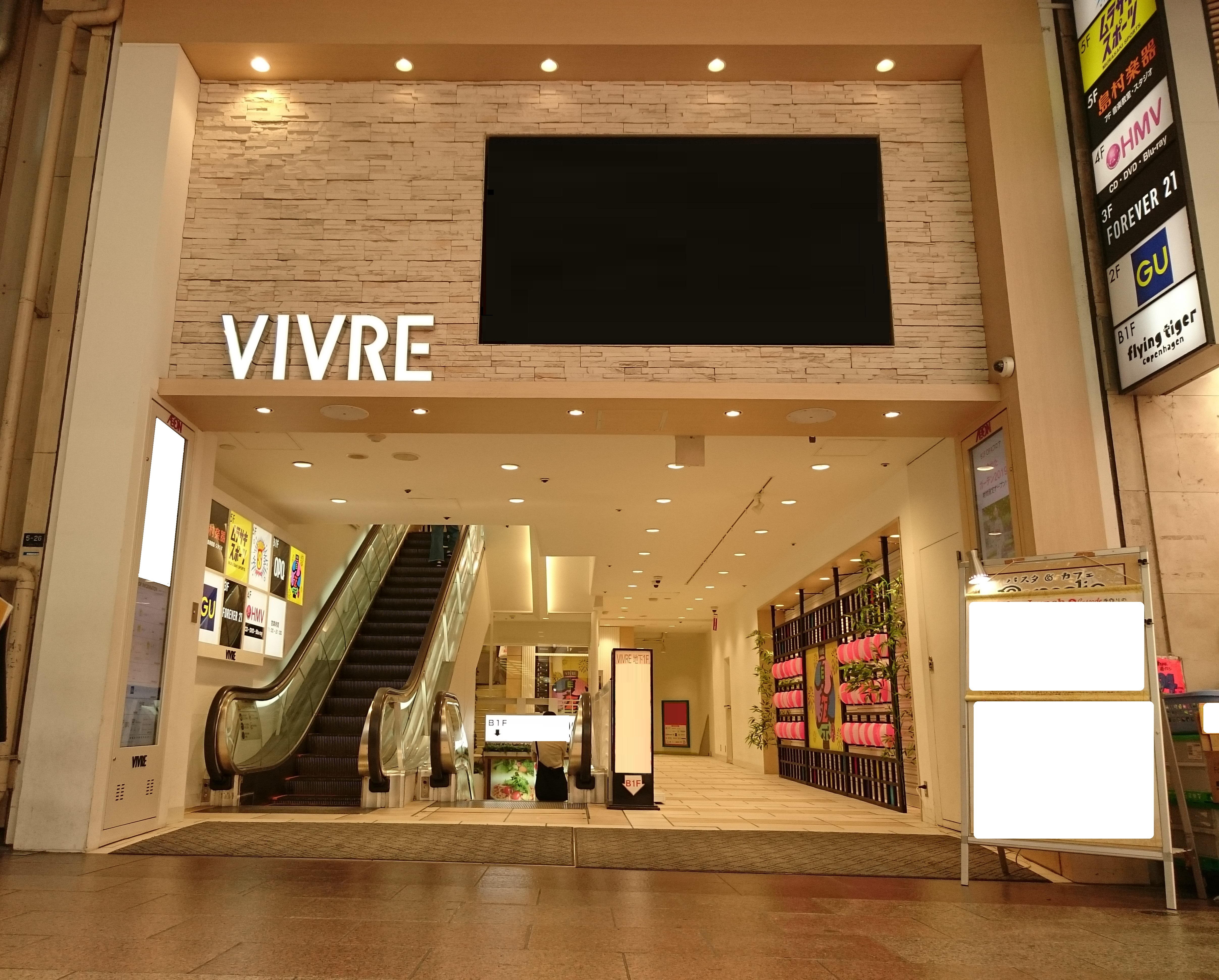
ビブレ時代の外観

### 主なテナント
- ドン・キホーテ - 地下1階
- GU - 2階
- ムラサキスポーツ - 5階
- 島村楽器 - 5階・7階

### フロア構成
| 階      | フロア概要                 |
| 7階     | 島村楽器                   |
| 6階     | スーパースピンズ           |
| 5階     | 島村楽器・ムラサキスポーツ |
| 4階     | レディス・雑貨など6店舗    |
| 3階     | coca                       |
| 2階     | GU                         |
| 1階     | ミント・ドゥクラッセ       |
| 地下1階 | ドン・キホーテ             |

1階にあるミントとドゥクラッセは同じ建物内にあるが、他のテナントとは館内で行き来することはできず、一旦館外に出る必要があるため案内上は別館の扱いになっている。
地下1階・2階・3階・6階・7階はそれぞれ一つのテナントがフロア全体を占めている。
エレベーターは1機のみ設置されており、エレベーターを取り囲むようにして階段が設置されている。エスカレーターは地下1階・1階間は下りのみ、それ以外は上りのみしか設置されていない。

## 沿革
- 1981年（昭和56年）3月6日 - 前身となるプランタン三宮が開業する。
- 1995年（平成7年）10月1日 - 三宮オーパに業態転換する[3]。
- 2018年（平成30年）
  - 2月28日 - 初代施設が閉業する[1][3]。
  - 4月27日 - 2代目施設が三宮ビブレ内に開業する。
- 2019年（令和元年）8月23日 - 三宮ビブレと三宮オーパが統合する[10]。
- 2023年（令和5年）6月30日 - 2代目店舗の地下1階にドン・キホーテが出店する[12][13]。